# Catena Humboldt
Catena Humboldt - łańcuch kraterów na powierzchni Księżyca, o długości 165 km. Jego współrzędne selenograficzne to 21,3°S; 84,36°E.
Catenę nazwano od krateru Humboldt, nazwa została zatwierdzona przez Międzynarodową Unię Astronomiczną w roku 1976.